# Léon Lenouvel
Pour les articles homonymes, voir Lenouvel.
Léon Lenouvel, né le 11 avril 1891 à Pontivy et mort le 12 mai 1940 à Rouen, est un professeur de sciences physiques français.

## Biographie
Léon Lenouvel, après de bonnes études au lycée de Pontivy et au lycée de Rennes, est admis à l’École normale supérieure en 1912, où il obtient sa licence ès sciences. Engagé volontaire pour 5 ans en 1911, il est incorporé au 41e régiment d'infanterie. Pendant la Première Guerre mondiale, il est blessé au bras lors de la bataille de Sarrebourg le 20 août 1914, puis à la tête à Vingré le 30 octobre 1914. Il est promu sous-lieutenant de réserve au 298e régiment d'infanterie en 1914. Fin 1916, il est affecté observateur escadrille C30. Il est nommé capitaine en 1917 et organise le service de la photographie aérienne.
Il est décoré de la Croix de guerre avec 5 citations et est nommé chevalier de la Légion d'honneur en 1917.
Après la guerre, il fait un court passage dans l'industrie. Agrégé de l'Université en octobre 1919, il est nommé en 1921 professeur de sciences physiques au lycée Corneille de Rouen et de chimie à l’École supérieure des sciences et lettres de Rouen. Il soutient sa thèse de doctorat le 28 février 1924 devant un jury composé de Aimé Cotton, Charles Fabry et Robert Lespieau et devient Docteur ès sciences physiques. Peu de temps après, il est nommé directeur de l'École des sciences de Rouen. En 1932, l'Office national des recherches scientifiques et industrielles et des inventions lui décerne le prix Barès. Ingénieur conseil auprès de la Compagnie aérienne française, il publie dans différentes revues techniques ses recherches en optique et réalise différents appareils. Il dépose un brevet de stigmatomètre pour la vérification des objectifs de microscope. 
Il est président du Photo-club rouennais de 1927 à 1929 et est reçu membre de l'Académie des sciences, belles-lettres et arts de Rouen en 1931.
En 1939, il est mobilisé à son laboratoire comme capitaine aviateur de réserve pour travailler pour le Centre national de la recherche scientifique et le ministère de l'armement.

## Distinctions
- Chevalier de la Légion d'honneur (arrêté du 21 avril 1917)[2]
- Croix de guerre 1914–1918, palme d'argent

## Publications
- « La photographie aérienne appliquée à la cartographie », L'Aéronautique, no 37,‎ juin 1922, p. 191-195 (lire en ligne, consulté le 17 novembre 2021).
- La photographie aérienne appliquée à la cartographie, Paris, 1922.
- « Méthode de détermination et de mesure des aberrations des systèmes optiques », Thèses présentées à la Faculté des sciences de Paris, 1924.
- Méthode de détermination et de mesure des aberrations des systèmes optiques, Paris, Gauthier-Villars, 1925.
- Étude de la conductibilité des électrolytes, Laval, 1930.
- « La Science et le Progrès. Discours de réception à l'Académie des sciences, belles-lettres et arts de Rouen, 13 février 1931 », Rouen, 1932.